# Афросин, Александр Николаевич
Александр Николаевич Афросин (1919—2007) — советский хозяйственный, государственный и политический деятель, Герой Социалистического Труда.

## Биография
Родился в 1919 году в селе Алексеевка. Член КПСС.
С 1936 года — на хозяйственной, общественной и политической работе. В 1936—1980 гг. — колхозник, звеньевой в колхозе родного села, участник Великой Отечественной войны, агроном колхоза, председатель колхоза «Комбайн», председатель колхоза «Россия» Базарно-Карабулакского района Саратовской области.
Указом Президиума Верховного Совета СССР от 7 декабря 1973 года присвоено звание Героя Социалистического Труда с вручением ордена Ленина и золотой медали «Серп и Молот».
Умер в Алексеевке в 2007 году.